# Abdulrahman Abdulkadir
Abdulrahman Abdulkadir Fiqui (7 de septiembre de 1988) es un deportista catarí que compite en atletismo adaptado. Ganó dos medallas en los Juegos Paralímpicos de Verano, plata en Río de Janeiro 2016 y bronce en Tokio 2020.

## Palmarés internacional
| Juegos Paralímpicos | Juegos Paralímpicos     | Juegos Paralímpicos | Juegos Paralímpicos |
| Año                 | Lugar                   | Medalla             | Prueba              |
| ------------------- | ----------------------- | ------------------- | ------------------- |
| 2016                | Río de Janeiro (Brasil) | Medalla de plata    | Peso F34            |
| 2020                | Tokio (Japón)           | Medalla de bronce   | Peso F34            |